# Grafing bei München
Grafing bei München, Grafing b.München (hist. Grafing am Gries) – miasto w Niemczech, w kraju związkowym Bawaria, w rejencji Górna Bawaria, w regionie Monachium, w powiecie Ebersberg. Leży około 5 km na południe od Ebersberga, przy linii kolejowej Monachium – Rosenheim - Innsbruck/Salzburg; Monachium - Wasserburg am Inn.

## Demografia
| Rok  | Liczba mieszk. |
| 1970 | 9 426          |
| 1987 | 11 039         |
| 2000 | 11 706         |
| 2007 | 12 647         |

Dane o ludności z 31 grudnia 2008:
| Opis                                | Ogółem | Ogółem | Kobiety | Kobiety | Mężczyźni | Mężczyźni |
| ----------------------------------- | ------ | ------ | ------- | ------- | --------- | --------- |
| Jednostka                           | osób   | %      | osób    | %       | osób      | %         |
| Populacja                           | 12 682 | 100    | 6580    | 51,88   | 6102      | 48,12     |
| Wiek przedprodukcyjny (0–17 lat)    | 2443   | 19,26  | 1218    | 9,6     | 1225      | 9,66      |
| Wiek produkcyjny (18–65 lat)        | 7673   | 60,5   | 3903    | 30,78   | 3770      | 29,73     |
| Wiek poprodukcyjny (powyżej 65 lat) | 2566   | 20,23  | 1459    | 11,5    | 1107      | 8,73      |

## Polityka
Burmistrzem miasta jest Rudolf Heiler z FW, rada miasta składa się z 24 osób.
|      | CSU | SPD | Zieloni | ÜWG | FW | Razem |
| 2008 | 12  | 4   | 5       | -   | 3  | 24    |
| 2002 | 14  | 3   | 4       | 3   | -  | 24    |